# Орехов, Сергей Яковлевич
Сергей Яковлевич Орехов (1921—1995) — участник Великой Отечественной войны, Герой Советского Союза (1945).

## Биография
Родился 14 апреля 1921 года в станице Усть-Быстрянская ныне Усть-Донецкого района Ростовской области в семье крестьянина.
Окончил 10 классов. Также окончил Ростовскую артспецшколу № 11 (РАСШ № 11)
На фронте Великой Отечественной войны с 1941 года. В октябре 1941 года, когда немцы походили к Ростову, курсант Ростовского артиллерийского училища Сергей Орехов был отправлен на фронт. В течение двух месяцев Сергей Яковлевич принимал участие в боях на юго-западном направлении, а затем вместе с другими курсантами был отправлен на Кавказ для окончания учёбы. В январе 1942 года окончил училище и в звании «лейтенант» был направлен на фронт.
Командир огневого взвода 1187-го истребительного противотанкового артиллерийского полка (25-я отдельная истребительно-противотанковая артиллерийская бригада, 2-я гвардейская армия, 1-й Прибалтийский фронт) старший лейтенант Орехов умело вывел из окружения свой расчёт. Был ранен, но продолжал руководить боем.
Война для С. Я. Орехова закончилась 20 августа 1944 года, когда он был тяжело ранен и отправлен в госпиталь в Кострому. По результатам медкомиссии был признан негодным к военной службе, демобилизован из рядов Красной армии. С 1951 года — капитан в запасе.
Окончил Ростовский государственный университет. В 1953 году защитил кандидатскую диссертацию, а в 1954 году Орехову была присуждена учёная степень кандидата геолого-минералогических наук. Многие годы работал на кафедре минералогии и петрографии.
Умер в 1995 году в городе Ростов-на-Дону, где и похоронен на Северном кладбище.

## Память
- В Ростове-на-Дону на доме, где жил Орехов, установлена памятная доска[3].
- Мемориальная доска в память об Орехове установлена Российским военно-историческим обществом на здании Усть-Быстрянской средней школы, где он учился.

## Награды
- Медаль «Золотая Звезда» Героя Советского Союза (24.03.1945).
- Орден Ленина.
- Орден Отечественной войны 1-й степени.
- Орден Красной Звезды.
- Медали, среди которых: 
  - медаль «За оборону Кавказа»;
  - медаль «За победу над Германией в Великой Отечественной войне 1941—1945 гг.».